# جيورج ماورر
جيورج ماورر (بالألمانية: Georg Maurer)‏ (و. 1907 – 1971 م) هو شاعر، ومؤلف، ومترجم، وكاتب ألماني، توفي في بوتسدام، عن عمر يناهز 64 عاماً.

## جوائز
حصل على جوائز منها:
- جائزة المنافسة العامة  [لغات أخرى]‏ (1946)
- قائد الفنون والآداب

## روابط خارجية
- جيورج ماورر على موقع ميوزك برينز (الإنجليزية)